# Ariàspia
Ariàspia, el país dels ariaspes, va ser una satrapia menor de la Pèrsia aquemènida, que depenia de la satrapia de Gedròsia. La regió estava situada a la província de Drangiana, al costat mateix de Gedròsia, segons Flavi Arrià i Quint Curci Ruf. Abraçava la zona del riu Helmand (Etymandros) i tocava a Aracòsia, Drangiana i Gedròsia.
El nom de la regió i dels seus habitants, els ariaspes, està escrit de diverses formes, segons els autors. Agriaspa, segons Quint Curci Ruf, Zariaspa, segons Plini el Vell, i Arimaspa segons Diodor de Sicília. Flavi Arrià diu que el nom original era Ariaspia, però que després d'haver ajudat Cir II el Gran en la guerra contra els escites, els seus habitants van rebre el nom d'evergetes, (εὐεργεται, benefactors). Sembla que Diodor de Sicília va confondre aquesta regió amb la que estava situada al nord d'Escítia, on vivien els arimaspes. Claudi Ptolemeu parla d'una ciutat, Ariaspa, (Ἀριάσπη), que era la segona ciutat de Drangiana.